# Piaggio P.166
El Piaggio P.166 es un avión utilitario bimotor de configuración propulsora desarrollado por el fabricante aeronáutico italiano Piaggio. Esta aeronave es conocida como Albatross en la Fuerza Aérea Sudafricana. 
El P.166 fue un desarrollo del avión anfibio Piaggio P.136-L, que voló por primera vez el 26 de noviembre de 1957. La versión mejorada P.166B Portofino era más potente y disponía de 10 asientos. El prototipo voló el 27 de marzo de 1962.
Una última versión, el P.166C, de 12 asientos, voló por primera vez el 2 de octubre de 1964.

## Variantes

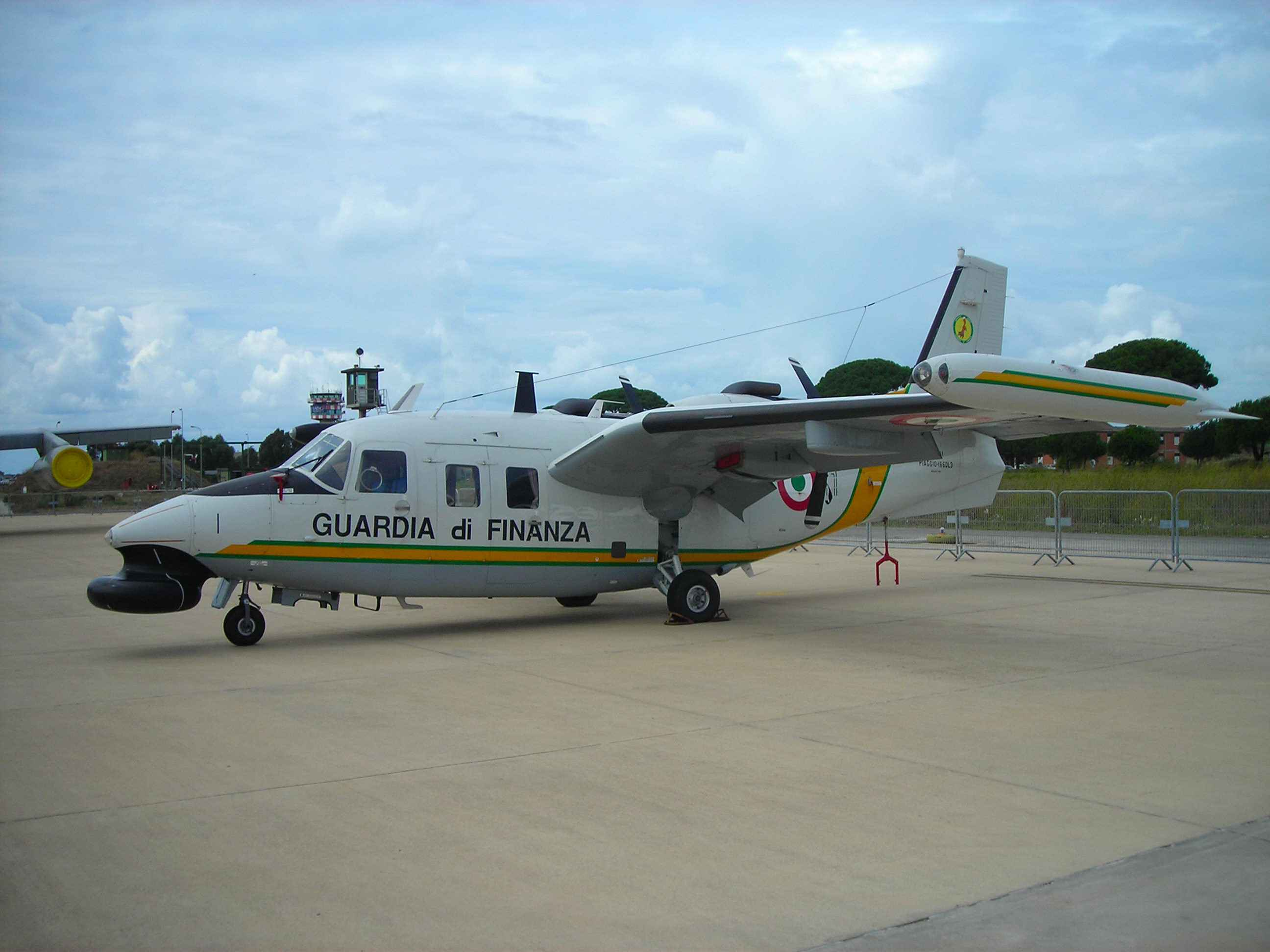
Un Piaggio P.166 BL3 de la Guardia di Finanza italiana.

P.166
Primera versión de serie
P.166B Portofino
Aparecida en 1962 Equipado con dos motores Avco Lycoming IGSO-480 de 380 cv. 6 fabricados.
P.166C
Sección central del fuselaje rediseñada con cabina para cinco pasajeros.
P.166M
Versión militarizada. 51 unidades construidas para la Aeronautica Militare
P.166S Albatross
Versión de búsqueda y rescate y patrulla marítima para la Fuerza Aérea Sudafricana. 20 fabricados.
P.166BL2
Versión dotada de mayor capacidad de combustible y equipada con motores Lycoming IGSO-540-A1H de 380 cv.
P.166BL3
Versión equipada con dos motores turbohélices Lycoming LTP 101-600 de 599 cv.
P.166-DLR-MAR
Versión de patrulla marítima.

## Usuarios
Italia
- Fuerza Aérea Italiana
- Cuerpo de las Capitanías de Puerto - Guardia Costera
- Guardia di Finanza
- Marina Mercante de Italia

 Somalia
- Fuerza Aérea Somalí

- Fuerza Aérea Sudafricana